# Reino Unido en los Juegos Paralímpicos de Pekín 2008
El Reino Unido estuvo representado en los Juegos Paralímpicos de Pekín 2008 por un total de 210 deportistas, 134 hombres y 76 mujeres.

## Medallistas
El equipo paralímpico británico obtuvo las siguientes medallas:
| Nombre | Deporte                       | Evento                                         |
| --- | ----------------------------- | ---------------------------------------------- |
| Oro |                               |                                                |
| David Weir | Atletismo                     | 800 m T54 masculino                            |
| David Weir | Atletismo                     | 1500 m T54 masculino                           |
| Zoe Robinson Dan Bentley Nigel Murray David Smith                                                                                                 | Bochas                        | Equipo BC1-BC2 mixto                           |
| Aileen McGlynn | Ciclismo en pista             | 1 km contrarreloj B VI 1-3 femenino            |
| Aileen McGlynn | Ciclismo en pista             | Persecución individual B VI 1-3 femenino       |
| Sarah Storey | Ciclismo en pista             | Persecución individual LC1-2/CP4 femenino      |
| Simon Richardson | Ciclismo en pista             | 1 km contrarreloj LC3-4 masculino              |
| Simon Richardson | Ciclismo en pista             | Persecución individual LC3 masculino           |
| Darren Kenny | Ciclismo en pista             | 1 km contrarreloj CP3 masculino                |
| Darren Kenny | Ciclismo en pista             | Persecución individual CP3 masculino           |
| Mark Bristow | Ciclismo en pista             | 1 km contrarreloj LC1 masculino                |
| Jody Cundy | Ciclismo en pista             | 1 km contrarreloj LC2 masculino                |
| Anthony Kappes | Ciclismo en pista             | 1 km contrarreloj B VI 1-3 masculino           |
| Anthony Kappes | Ciclismo en pista             | Velocidad individual B VI 1-3 masculino        |
| Jody Cundy Mark Bristow Darren Kenny | Ciclismo en pista             | Velocidad por equipos LC1-4 CP3/4 masculino    |
| Rachel Morris | Ciclismo en ruta              | Contrarreloj HC A-C femenino                   |
| Sarah Storey | Ciclismo en ruta              | Contrarreloj LC1-2/CP4 femenino                |
| Darren Kenny | Ciclismo en ruta              | Ruta LC3-4/CP3 masculino                       |
| David Stone | Ciclismo en ruta              | Ruta CP1-2 mixto                               |
| David Stone | Ciclismo en ruta              | Contrarreloj CP1-2 mixto                       |
| Lee Pearson | Hípica                        | Doma individual grado «Ib» mixto               |
| Lee Pearson | Hípica                        | Doma individual estilo libre grado «Ib» mixto  |
| Anne Dunham | Hípica                        | Doma individual grado «Ia» mixto               |
| Sophie Christiansen | Hípica                        | Doma individual estilo libre grado «Ia» mixto  |
| Sophie Christiansen Anne Dunham Simon Laurens Lee Pearson                                                                                         | Hípica                        | Doma por equipos clase abierta mixto           |
| Eleanor Simmonds | Natación                      | 100 m libre S6 femenino                        |
| Eleanor Simmonds | Natación                      | 400 m libre S6 femenino                        |
| Liz Johnson | Natación                      | 100 m braza SB6 femenino                       |
| Heather Frederiksen | Natación                      | 100 m espalda S8 femenino                      |
| David Roberts | Natación                      | 50 m libre S7 masculino                        |
| David Roberts | Natación                      | 100 m libre S7 masculino                       |
| David Roberts | Natación                      | 400 m libre S7 masculino                       |
| Sascha Kindred | Natación                      | 100 m braza SB7 masculino                      |
| Sascha Kindred | Natación                      | 200 m estilos SM6 masculino                    |
| Sam Hynd | Natación                      | 400 m libre S8 masculino                       |
| David Roberts Matthew Walker Graham Edmunds Robert Welbourn                                                                                       | Natación                      | 4 × 100 m libre (34 ptos.) masculino           |
| Helene Raynsford | Remo                          | Scull individual AW1x femenino                 |
| Tom Aggar | Remo                          | Scull individual AM1x masculino                |
| Peter Norfolk | Tenis en silla de ruedas      | Quad individual mixto                          |
| Matt Skelhon | Tiro                          | Rifle de aire en posición tendida SH1 mixto    |
| Danielle Brown | Tiro de arco                  | Compuesto individual clase abierta femenino    |
| John Stubbs | Tiro de arco                  | Compuesto individual clase abierta masculino   |
| Plata |                               |                                                |
| Libby Clegg | Atletismo                     | 100 m T12 femenino                             |
| Shelly Woods | Atletismo                     | 1500 m T54 femenino                            |
| Ben Rushgrove | Atletismo                     | 100 m T36 masculino                            |
| Mickey Bushell | Atletismo                     | 100 m T53 masculino                            |
| David Weir | Atletismo                     | 400 m T54 masculino                            |
| Christopher Martin | Atletismo                     | Disco F33/34/52 masculino                      |
| Stephen Miller | Atletismo                     | Maza F32/51 masculino                          |
| Nigel Murray | Bochas                        | Individual BC2 mixto                           |
| Rik Waddon | Ciclismo en pista             | 1 km contrarreloj CP3 masculino                |
| Darren Kenny | Ciclismo en ruta              | Contrarreloj CP3 masculino                     |
| Simon Richardson | Ciclismo en ruta              | Contrarreloj LC3 masculino                     |
| Sophie Christiansen | Hípica                        | Doma individual grado «Ia» mixto               |
| Anne Dunham | Hípica                        | Doma individual estilo libre grado «Ia» mixto  |
| Ricky Balshaw | Hípica                        | Doma individual estilo libre grado «Ib» mixto  |
| Felicity Coulthard | Hípica                        | Doma individual estilo libre grado «II» mixto  |
| Simon Laurens | Hípica                        | Doma individual estilo libre grado «III» mixto |
| Heather Frederiksen | Natación                      | 100 m libre S8 femenino                        |
| Heather Frederiksen | Natación                      | 400 m libre S8 femenino                        |
| Fran Williamson | Natación                      | 50 m espalda S3 femenino                       |
| Nyree Lewis | Natación                      | 100 m espalda S6 femenino                      |
| Louise Watkin | Natación                      | 100 m libre S9 femenino                        |
| Matthew Walker | Natación                      | 50 m libre S7 masculino                        |
| Matthew Walker | Natación                      | 50 m mariposa S7 masculino                     |
| James Anderson | Natación                      | 50 m espalda S2 masculino                      |
| James Anderson | Natación                      | 200 m libre S2 masculino                       |
| Gareth Duke | Natación                      | 100 m braza SB6 masculino                      |
| Jonathan Fox | Natación                      | 100 m espalda S7 masculino                     |
| Robert Welbourn | Natación                      | 400 m libre S10 masculino                      |
| John Cavanagh | Tiro de arco                  | Compuesto individual W1 masculino              |
| Bronce |                               |                                                |
| Hazel Simpson | Atletismo                     | 100 m T36 femenino                             |
| Hazel Simpson | Atletismo                     | 200 m T36 femenino                             |
| Shelly Woods | Atletismo                     | 5000 m T54 femenino                            |
| Ian Jones | Atletismo                     | 200 m T44 masculino                            |
| Ian Jones | Atletismo                     | 400 m T44 masculino                            |
| John McFall | Atletismo                     | 100 m T42 masculino                            |
| David Weir | Atletismo                     | 5000 m T54 masculino                           |
| Dan Greaves | Atletismo                     | Disco F44 masculino                            |
| Joe Bestwick Andy Blake Simon Brown Matt Byrne Terry Bywater Peter Finbow Jon Hall Kevin Hayes Abdi Jama Simon Munn Ade Orogbemi Jonathan Pollock | Baloncesto en silla de ruedas | Torneo masculino                               |
| Louise Watkin | Natación                      | 50 m libre S9 femenino                         |
| Louise Watkin | Natación                      | 100 m braza SB9 femenino                       |
| Louise Watkin | Natación                      | 200 m estilos SM9 femenino                     |
| Natalie Jones | Natación                      | 50 m libre S6 femenino                         |
| Natalie Jones | Natación                      | 200 m estilos SM6 femenino                     |
| Claire Cashmore | Natación                      | 100 m braza SB8 femenino                       |
| Fran Williamson | Natación                      | 50 m libre S3 femenino                         |
| Heather Frederiksen | Natación                      | 200 m estilos SM8 femenino                     |
| James Anderson | Natación                      | 50 m libre S2 masculino                        |
| James Anderson | Natación                      | 100 m libre S2 masculino                       |
| Matthew Walker | Natación                      | 100 m libre S7 masculino                       |
| Matthew Walker | Natación                      | 200 m estilos SM7 masculino                    |
| Matthew Whorwood | Natación                      | 100 m braza SB6 masculino                      |
| Matthew Whorwood | Natación                      | 400 m libre S6 masculino                       |
| Sean Fraser | Natación                      | 100 m espalda S8 masculino                     |
| Anthony Stephens | Natación                      | 200 m libre S5 masculino                       |
| Sascha Kindred | Natación                      | 50 m mariposa S6 masculino                     |
| Sam Hynd | Natación                      | 200 m estilos SM8 masculino                    |
| Vicki Hansford Naomi Riches Alastair McKean James Morgan Alan Sherman                                                                             | Remo                          | Cuatro con timonel LTAMix4 mixto               |
| Jamie Burdekin Peter Norfolk | Tenis en silla de ruedas      | Quad dobles mixto                              |
| Mel Clarke | Tiro de arco                  | Compuesto individual clase abierta femenino    |
| Samuel Ingram | Yudo                          | –90 kg masculino                               |